# Wuhle
De Wuhle is, net als de Panke, een zijrivier van de Spree en stroomt door Berlijn. De rivier ontspringt op een hoogvlakte van Barnim bij de stadsgrens van Berlijn en Arhrensfelde. De rivier is ongeveer 15,7 kilometer lang en eindigt in Köpenick in de Spree.
De Wuhle is omrand door planten en op grote stukken ook met bomen. Het natuurreservaat Wuhletal is een geliefd recreatiegebied. In en langs de Wuhle bevinden zich meerdere kleine meren, bijvoorbeeld het Wuhlebecken.
Het wapen van het Berlijnse district (Bezirk) Marzahn-Hellersdorf bevat de Wuhle als zilveren golvenbalk. Ooit was de naam Wuhletal een optie voor het in 2001 nieuw gevormde district Marzahn-Hellersdorf.